# لورنس ريتمان يونغ
لورنس ريتمان يونغ (بالإنجليزية: Lawrence Retman Young) هو رائد فضاء وفيزيائي أمريكي، ولد في 19 ديسمبر 1935 في نيويورك في الولايات المتحدة.